# 老休·德斯潘塞
休·勒·德斯潘塞，温彻斯特伯爵（英語：Hugh Despenser the Elder/Hugh le Despenser，1st Earl of Winchester，1261年3月1日—1326年10月27日），小休·德斯潘塞的父亲，英国国王爱德华二世的法律顾问。1326年法国率军攻入英格兰，父子先后被抓到处死。